# Иром, Шармила
У этого человека манипурское имя, в котором: Иром — фамилия, Шармила — личное имя, Чану — идентификатор пола.
Иром Чану Шармила (род. 14 марта 1972 года), также известная как «железная Леди из Манипура» или «Менгуби» («честная») — правозащитница, политический деятель и поэт из индийского штата Манипур. 2 ноября 2000 года она начала голодовку, которая закончилась 9 августа 2016 года, 16 лет спустя. Отказываясь от пищи и воды в течение более чем 500 недель, она установила рекорд самой продолжительной в мире голодовки. В Международный женский день 2014 года она была признана женщиной года Индии согласно опросу MSN.

## Голодовка
Иром Шармила протестовала против «Закона об особых полномочиях вооружённых сил», который действует на некоторых территориях северо-восточной Индии с 1958 года, и похожего закона в Джамму и Кашмире с 1990, которые предоставляют военнослужащим широкие полномочия, в том числе право стрелять на поражение в определённых ситуациях и проводить аресты без ордера. Закон также предоставляет сотрудникам сил безопасности фактический иммунитет от судебных преследований, предоставив им предварительное разрешение центрального правительства на их действия, что является почти уникальной ситуацией.
Она начала свою голодовку в ноябре 2000 г., когда 10 мирных жителей были убиты солдатами индийской армии в Манипуре. Её больше 10 лет держали в заключении и насильственно кормили через трубку в носу на основании индийского закона, по которому попытка самоубийства является преступлением.
В 2014 году две партии обратились к ней с просьбой участвовать в национальных выборах, но она отказалась. В то время ей было отказано в праве голоса, так как по индийским законам лицо, помещенное в тюрьму, не имеет права голосовать. 19 августа 2014 года суд постановил освободить её из-под стражи, при условии отсутствия других оснований для задержания. Она была вновь арестована 22 августа 2014 года по обвинению аналогичному предыдущим. Amnesty International объявила её узником совести.
Каждые две недели активистка появлялась в Высшем суде Манипура, чтобы подтвердить свой протест.
26 июля 2016 года Иром Шармила объявила, что она закончит голодовку 9 августа 2016 года. Она также объявила, что будет участвовать в выборах в законодательное собрание штата Манипур. После этого суд освободил её под залог.

## Семья
Шармила, младшая из девяти детей в семье, родилась, когда её матери Шакхи Деви было 44 года. Отец Шармилы, Иром Нанда Сингх, был клерком в департаменте ветеринарии и умер в 1989 году от рака. Её бабушка по отцовской линии, Иром Тонсиджа Деви, умершая в 2009 году в возрасте 105 лет, воевала во второй Nupi lan против британского владычества.

## Книги
- Fragrance of Peace (2010)